# Brüttelen
Brüttelen (toponimo tedesco; in francese Bretiège, desueto) è un comune svizzero di 587 abitanti del Canton Berna, nella regione del Seeland (circondario del Seeland).

## Storia
Nel 1917 ha inglobato il comune soppresso di Gäserz.

## Società

### Evoluzione demografica
L'evoluzione demografica è riportata nella seguente tabella (con Gäserz):
Abitanti censiti

### Lingue e dialetti
Brüttelen è un comune bilingue (tedesco, francese).

## Infrastrutture e trasporti
Brüttelen è servito dall'omonima stazione sulla ferrovia Bienne-Ins.

## Amministrazione
Ogni famiglia originaria del luogo fa parte del cosiddetto comune patriziale e ha la responsabilità della manutenzione di ogni bene comune.